# Verbascum pseudovarians
Verbascum pseudovarians är en flenörtsväxtart som beskrevs av Hub.-mor.. Verbascum pseudovarians ingår i släktet kungsljus, och familjen flenörtsväxter. Inga underarter finns listade i Catalogue of Life.